# Cathédrale du Saint-Esprit d'Istanbul
Pour les articles homonymes, voir Cathédrale du Saint-Esprit.
La cathédrale du Saint-Esprit est la cathédrale d'Istanbul, en Turquie. Elle constitue le principal édifice affecté au culte de l'Église catholique romaine de la ville.

## Localisation
La cathédrale est située au 205/B de l'avenue Cumhuriyet, (Cumhuriyet Caddesi, en turc), près du district de Beyoğlu.

## Histoire
Cette structure baroque fut érigée en 1846 sous la direction de l'architecte français Julien Hillereau. La cathédrale a reçu plusieurs visites papales en Turquie, comprenant celles des papes Paul VI, Jean-Paul II, et Benoît XVI, ainsi que le pape François en 2014.

## Architecture
Une statue du pape Benoît XV se situe dans le jardin de la cathédrale. Giuseppe Donizetti (1788-1856), frère du compositeur Gaetano Donizetti et instructeur général de musique de l'empire ottoman est enterré dans les caveaux de la cathédrale.